# Chris Martin
Christopher Anthony John Martin (Exeter, 2 maart 1977) is de Britse zanger, gitarist en pianist van de eveneens Britse band Coldplay. Martin werd met de band bekend na het geprezen debuutalbum Parachutes. Daarna brachten ze nog tien albums uit. Naast Coldplay schrijft Martin ook nummers voor andere artiesten.

## Levensloop

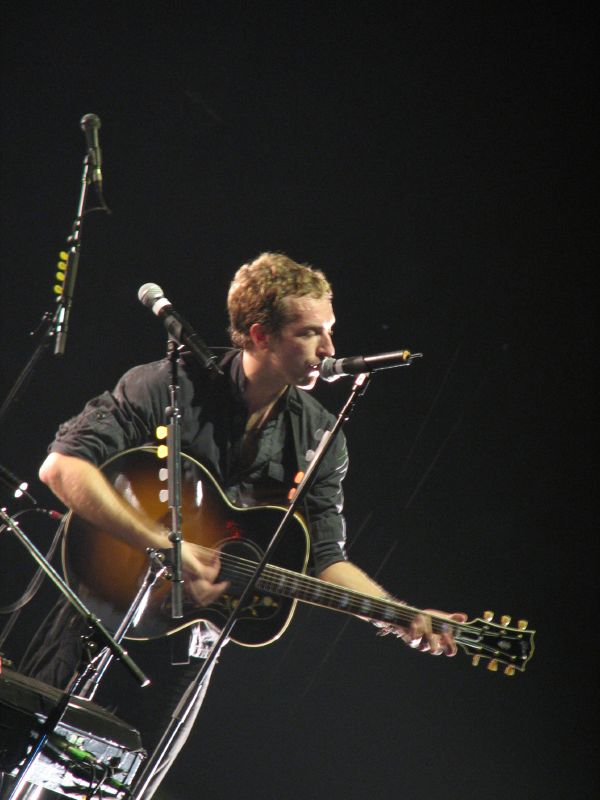
Chris Martin in Hongkong in 2006

Martin werd als zoon van een boekhouder en een lerares in het zuidwesten van Engeland geboren. Zijn eerste school was de Sherborne School, een beroemde school in Dorset. Later vertrekt Martin naar Londen om op de University College London te gaan studeren. Als kleine jongen leerde Martin piano spelen. Op zijn vijftiende speelde hij gitaar in een lokale band.

### Oprichting Coldplay
Tijdens de introductieweek van de universiteit ontmoet Martin Jonny Buckland. Samen proberen zij een band op te zetten. De twee ontmoeten op de universiteit ook Will Champion en Guy Berryman. Samen wagen ze een eerste poging. Martin begint samen met Buckland teksten te schrijven. (Berryman speelde mee op zijn basgitaar en Champion begon te leren drummen.) De band, genaamd Pectoralz, is voornamelijk te vinden in Engelse pubs. Toen de leden op het punt stonden hun eerste grote optreden te houden, schakelden ze over op de naam Starfish. Toentertijd had Martin een vriend (Tim Rice-Oxley, thans toetsenist bij de eveneens succesvolle Engelse band Keane) wiens band Coldplay op het punt stond om te stoppen. Deze band had de naam Coldplay uit een gedichtenbundel. Martin besloot om na het stoppen van die band zelf de naam over te nemen.
In 1998 bracht Coldplay zijn eerste ep Safety uit. Martin had hiervoor de hulp ingeroepen van een vriend, Phil Harvey. De band deed zelf ook nog een investering van £200 en kon daardoor 500 kopieën maken. De meeste daarvan gingen naar platenmaatschappijen en vrienden; slechts 50 kopieën gingen in de verkoop. In hetzelfde jaar speelden ze op het Manchester “In the City” Festival, waardoor ze de aandacht kregen van een talentenscout van Universal Records. In december 1998 tekent Coldplay een contract bij Fierce Panda. De volgende ep (Brothers and Sisters) volgt een jaar later.

### Commercieel succes

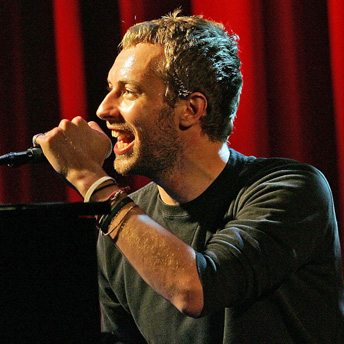
Chris Martin in 2005

Nadat Martin en de rest van de band in 1999 hun studie hebben afgerond, tekenen ze een platencontract bij Parlophone. Een derde ep volgt: The Blue Room. Tijdens de opnames hiervan liepen de gemoederen tussen Martin en Champion hoog op. Dit resulteerde in de uitzetting van Champion uit de band door Martin. De ruzie werd weer bijgelegd toen Martin weer om de terugkeer van Champion vroeg. Een single van The Blue Room-ep, Bigger Stronger, werd een aardige hit in Engeland. Het werd vaak gedraaid op Radio One. Al snel herkende de Engelse media het talent en stonden vooraan om de band te complimenteren. Het debuutalbum van Coldplay volgde in 2000: Parachutes bereikte de nummer 1-positie in de Engelse hitlijst.
Parachutes zette de band op de kaart. Niet alleen in Engeland, maar ook in de Verenigde Staten. De definitieve doorbraak kwam met het tweede album A Rush of Blood to the Head. Direct na dit album vertrokken Martin en Buckland naar Chicago om teksten te gaan schrijven. Ze kwamen terug om in Liverpool samen met Ken Nelson te gaan werken. Het derde album leek slechts een kwestie van tijd, maar in de zomer van 2004 voelden de bandleden alsof ze niet het maximale uit zichzelf haalden. De bandleden begonnen meer tijd met elkaar te spenderen om de onderlinge band te versterken. In 2005 keerden ze terug naar de studio en combineerden ze een paar oude tracks (van voor 2004) met enkele nieuwe. Het album X&Y kwam in hetzelfde jaar nog uit. Intussen werd het vierde album bekendgemaakt - Viva la Vida or Death and all his friends - dat is uitgebracht op 13 juni 2008. De eerste single Violet Hill kan gedownload worden van de officiële website van de groep.
Het tweede nummer van deze cd, Viva la vida, was de eerste nummer 1-hit van Coldplay in de American Billboard Hot 100.

### Overige projecten
Martin schrijft ook teksten voor andere artiesten. Zo hebben onder andere Embrace, Jamelia, Nelly Furtado en The Streets gebruikgemaakt van zijn diensten. Zo schreef Martin het nummer All Good Things (Come to an End), van het album Loose (2006). Eind 2004 zingt Martin mee in Band Aid 20, een liefdadigheidsgroep die voor deze actie geld inzamelde voor Soedan. Martin heeft ook meegewerkt aan een nummer op het nieuwe album van Kanye West Graduation, uitgekomen op 11 september 2007. Met hem maakte hij het nummer Homecoming. Ook Jay-Z heeft een track met Martin geproduceerd (Beach Chair), op het album Kingdome Come. Martin speelde een stuk op zijn gitaar en Jay-Z speelde dat stuk door aan producer Dr. Dre. Hij zette een beat in het nummer om het af te maken.
Martin en Jonny Buckland spelen als figurant mee in de film Shaun of the Dead. Zij spelen fans van het fictieve liefdadigheidsconcert ZombAid.

### Invloeden
In zijn jeugd luisterde Martin voornamelijk naar de Noorse popgroep a-ha en de Engelse rockband James. Een van zijn favoriete albums is Hunting High and Low, het debuutalbum van a-ha. Ook worden Bros, Pete Burns and Cliff Richard als invloeden genoemd.

### Materiaal
De volgende instrumenten zijn gebruikt tijdens de A Rush of Blood to the Head-tour.
Versterker
- 2 × Fender "Hotrod" DeVille Combos

Gitaar
- Martin Acoustics
- Fender Telecaster Deluxe × 2
- Rickenbacker 360 12 String
- Gibson 335

Pedalen
- Boss DDL
- Boss TU2

Piano
- Yamaha GT20 Piano

## Privé-leven
Martin huwde Amerikaanse actrice Gwyneth Paltrow op 5 december 2003. Hun dochter werd geboren in 2004 in Londen. Hun tweede kind, een zoon, werd geboren in 2006 in New York.
Op 25 maart 2014 brachten Martin en Paltrow naar buiten dat ze gingen scheiden.

### Fair Trade
Martin is een fervent aanhanger van de Make Trade Fair-campagne. Dit is opgezet door Oxfam International, een organisatie die strijdt tegen honger in de wereld en die ontwikkeling bevordert. Martin trad op tijdens de lancering van deze campagne op Trafalgar Square, Londen. Tijdens concerten is ook de tekst Make Trade Fair op de handen van Martin te zien, of gebruikt hij het is-teken (=). Ook zijn de letters MTF vaak te vinden op het podium. In januari 2005 ging Martin in opdracht van Make Trade Fair naar Ghana waar hij getuige was van de armzalige omstandigheden daar. Naar eigen zeggen werkte dit als inspiratie voor het derde album dat kort daarna uitkwam.

## Discografie
Met Coldplay:
- Parachutes (2000)

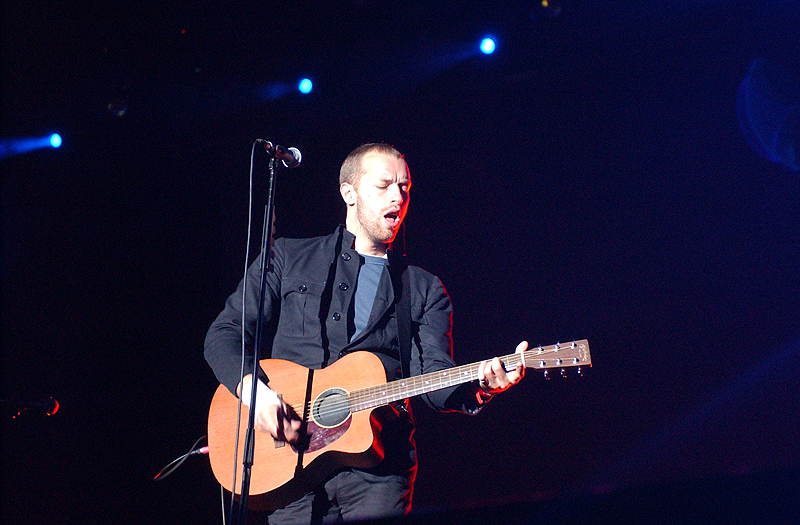
Chris Martin

- A Rush of Blood to the Head (2002)
- X&Y (2005)
- Viva La Vida or Death And All His Friends (2008)
- Prospekt's March (2008)
- Mylo Xyloto (2011)
- Ghost Stories (2014)
- A Head Full of Dreams (2015)
- Kaleidoscope (EP) (2017)
- Live in Buenos Aires (2018)
- Everyday Life (2019)
- Music of the Spheres (2021)
- Moon Music (2024)

Overig:
- Band Aid 20 (2004)

Gastoptredens:
- 2001: Bono & The Edge met Chris Martin en Brian Eno - What's Going On
- 2001: Benjamin Diamond - Little Scare
- 2002: Faultline met Chris Martin - Where Is My Boy
- 2002: Faultline met Chris Martin - Your Love Means Everything Pt. II
- 2003: Ron Sexsmith met Chris Martin - Gold In Them Hills
- 2003: Ian McCulloch met Chris Martin & Jonny Buckland - Sliding
- 2003: Ian McCulloch met Chris Martin & Jonny Buckland - Arthur
- 2004: Ash met Chris Martin - Everybody's Happy Now
- 2006: Michael Stipe met Chris Martin - In The Sun(Joseph Arthur cover)
- 2006: Nelly Furtado met Chris Martin - All Good Things (Come to an End)
- 2007: Swizz Beatz met Chris Martin - Part Of The Plan
- 2007: Kanye West met Chris Martin - Homecoming
- 2010: Jay-Z met Chris Martin - Most Kingz

## Hitlijsten

### Singles
| Single met eventuele hitnotering(en) in de Nederlandse Top 40 | Datum van verschijnen | Datum van binnenkomst | Hoogste positie | Aantal weken | Opmerkingen    |
| ------------------------------------------------------------- | --------------------- | --------------------- | --------------- | ------------ | -------------- |
| Homecoming                                                    | 2008                  | 16-02-2008            | 26              | 7            | met Kanye West |

| Single met hitnotering(en) in de Vlaamse Ultratop 50 | Datum van verschijnen | Datum van binnenkomst | Hoogste positie | Aantal weken | Opmerkingen    |
| ---------------------------------------------------- | --------------------- | --------------------- | --------------- | ------------ | -------------- |
| Homecoming                                           | 2008                  | 16-08-2008            | 17              | 16           | met Kanye West |

### NPO Radio 2 Top 2000
| Nummers met noteringen in de NPO Radio 2 Top 2000 | '18  | '19  | '20  | '21  | '22 | '23  | '24  |
| ------------------------------------------------- | ---- | ---- | ---- | ---- | --- | ---- | ---- |
| Heaven (met Avicii)                               | ×    | -    | 1383 | 1803 | -   | -    | -    |
| Homecoming (met Kanye West)                       | -    | -    | -    | -    | -   | 1110 | 1110 |
| Homesick (met Dua Lipa)                           | 1166 | 1691 | 1813 | -    | -   | -    | -    |

1. ↑  Een '-' betekent dat het nummer niet was genoteerd, een '×' betekent dat het nummer nog niet was uitgebracht en een vetgedrukt getal geeft de hoogste notering van een nummer aan.
2. ↑  2018 was het eerste jaar met een notering voor Chris Martin.